# Adolph Caesar
Adolph Caesar (født 5. december 1933, død 6. marts 1986) var en amerikansk skuespiller, voice-over kunstner, teaterregissør, danser og koreograf. Han blev nomineret til en Oscar og en Golden Globe for sin birolle i filmen A Soldier's Story (1984).

## Biografi
Caesar blev født i Harlem, New York City, som den yngste af tre sønner født af en Dominikansk mor.

## Filmografi
| År   | Film                         | Rolle                     | Noter |
| ---- | ---------------------------- | ------------------------- | --- |
| 1969 | Che!                         | Juan Almeida              | |
| 1972 | Blacula                      | Stemme fra teater trailer | Stemme, ukrediteret |
| 1972 | Hammer                       | Stemme fra teater trailer | Stemme, ukrediteret |
| 1973 | Scream Blacula Scream        | Stemme fra teater trailer | Stemme, ukrediteret |
| 1974 | Sister Street Fighter        | Stemme fra teater trailer | Stemme, ukrediteret |
| 1975 | Tarzoon: Shame of the Jungle |                           | Engelsk version, stemme |
| 1976 | Karate Kiba                  | Stemme fra teater trailer | Stemme, ukrediteret |
| 1976 | J. D.'s Revenge              | Stemme fra teater trailer | Stemme, ukrediteret |
| 1978 | Dawn of the Dead             | Stemme fra teater trailer | Stemme, ukrediteret |
| 1979 | The Hitter                   | Nathan                    | |
| 1980 | Fist of Fear, Touch of Death | TV-vært                   | |
| 1984 | A Soldier's Story            | Sergent Waters            | NAACP Image Award for Outstanding Actor in a Motion PictureLos Angeles Film Critics Association Award for Best Supporting ActorNomineret —Academy Award for Best Supporting Actor Nomineret —Golden Globe Award for Best Supporting Actor – Motion Picture |
| 1985 | The Color Purple             |                           | |
| 1986 | Club Paradise                | Solomon Gundy             | |